# 遺伝子ノックアウト
遺伝子ノックアウト（いでんしノックアウト、英語: gene knockout）は、ある生物に機能欠損型の遺伝子を導入するという、遺伝子工学の技法。この場合のノックアウトは「だめにする」「だめにされた」の意味で、遺伝子破壊とも訳される。この技法は、配列は既知であるが、機能がよくわかっていない遺伝子を研究するときに用いられる。研究者は、ノックアウト生物と正常個体の間の相違から、遺伝子の機能について推論する。
ノックアウトはしばしばKOと略される。同時に2つの遺伝子をノックアウトすることを「ダブルノックアウト」と言う。同様に、「トリプルノックアウト」、「クアドラブルノックアウト」はそれぞれ、同時に3個、4個の遺伝子をノックアウトすることである。

## 手法

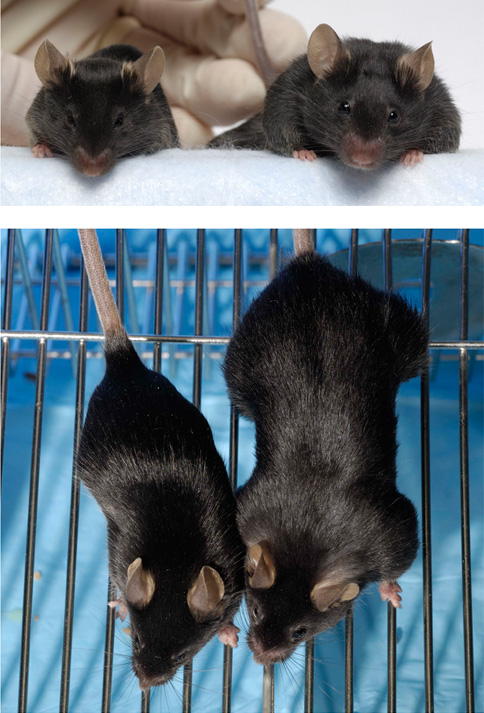
右側がノックアウトマウスで、ミオスタチンを生成するMstn遺伝子が無効化されている。ミオスタチンは筋肉成長を抑制する因子である。ミオスタチンを欠くことで、筋肉量は野生種（左）の4倍になる。

遺伝子ノックアウトはいくつかの技法の組み合わせによって成り立つ。まず試験管内でプラスミドや、バクテリア人工染色体（BAC）などのDNA構築物（DNAコンストラクト、人工的に組み立てられたDNAのこと）を作り出し、次に細胞培養を行う。細胞は、DNA構築物によって遺伝的に改変される。多くの場合、目的は、改変された遺伝子を持つ遺伝子組換え動物をつくることである。その場合、胚性幹細胞に対して遺伝子組み替えを行い、初期胚（胚盤胞）の中に挿入する。そして生まれてくる生物のうちで、遺伝子組換え細胞が生殖系列に分化したものが、ノックアウトされた遺伝子を次世代に残すことができる。
DNA構築物は、標的遺伝子との間で遺伝的組換えが起こるように作られる。これは標的遺伝子自身の塩基配列を構築物に組み入れることによって可能になる。標的遺伝子の中間を、非機能の配列で置き換えたDNA建築物を作成する。そうすることで、その標的遺伝子の箇所でDNA組換え（相同組換え）が起こり、遺伝子の機能を損傷する外来の配列が組み入れられることになる。
条件付きノックアウトの手法によって、組織特異的、もしくは時間特異的に、遺伝子を削除することができる。
詳しくは、Cre-loxP部位特異的組換えを参照。
それぞれの細胞とDNA構築物において、望ましいタイプのDNA組み替えが起こるのは稀である。このため、挿入する配列には通常、レポーター遺伝子を含める。これにより、遺伝子ノックアウトが成功している細胞・個体の選別が容易になる。また、DNA構築物が、意図した目的遺伝子と相同組み替えを起こさず、遺伝子の別の箇所に挿入されてしまうことがしばしばある。このような細胞を除外するために、DNA構築物にはそうなった細胞の識別と廃棄を可能にするための2番目のDNA領域を含んでいる。
二倍体生物では、ほとんどの遺伝子において2つ組の対立遺伝子が存在している。また、関係する複数の遺伝子が、同一の作用に対して働いている場合もある。このような場合、すべての標的遺伝子をノックアウトするまで、遺伝子組み込みと選別の作業が繰り返される。ホモ接合型の生物を作り出すためには、選択的な掛け合わせが必要になる場合もある。
遺伝子ノックインは、遺伝子ノックアウトと類似の手法である。これは遺伝子を削除（無効化）するのではなくて、別の遺伝子を導入する。